# Мануел Урибари
Мануел Урибари Барутел (на испански: Manuel Uribarri Barutell) е испански полковник от Гражданската война в Испания.

## Биография
При избухването на Гражданската война Урибари е капитан на гражданската гвардия във Валенсия.
Той ръководи колона, която тръгва от Валенсия, за да освободи Балеарските острови от националистите и участва в превземането на Форментера и Ибиса. След това участва в битката при Майорка.
Назначен за ръководител на републиканската тайна служба. През 1938 г. заминава за Франция, обявявайки непреодолими различия с Хуан Негрин, републиканския министър-председател.
През 50-те години на XX век се опитва да организира републиканските изгнаници в Куба, но е обвинен от други републиканци в дезертьорство и неправомерно присвояване на средства. Умира в изгнание в Мексико.